# Convergência uniforme
Em matemática, em particular na análise funcional, a convergência uniforme é um conceito mais forte que a convergência pontual, para definir se o limite de uma sequência de funções existe.

## Definição
Como comparação, uma sequência de funções {\displaystyle f_{n}(x):S\rightarrow \mathbb {R} \,} converge pontualmente para uma função {\displaystyle f:S\rightarrow \mathbb {R} \,} se, e somente se:
{\displaystyle \forall \varepsilon >0{\text{ e }}\forall x\in S\ \ \exists N\in \mathbb {N} {\text{ tal que }}\forall n>N{\text{ temos que }}|f_{n}(x)-f(x)|<\varepsilon \,}.
A sequência converge uniformemente quando:
{\displaystyle \forall \varepsilon >0\ \exists N\in \mathbb {N} {\text{ tal que }}\forall x\in S{\text{ e }}\forall n>N{\text{ temos que }}|f_{n}(x)-f(x)|<\varepsilon \,}
Essa diferença é importante: para provar a convergência pontual, basta escolher um N para cada {\displaystyle \varepsilon \,} e cada x. Para provar a convergência uniforme, é preciso escolher, para cada {\displaystyle \varepsilon \,} um N que se aplica a todo x.
É fácil ver que a convergência uniforme é equivalente à convergência na norma do supremo. Mais precisamente, consideremos o conjunto das funções {\textstyle \phi :S\rightarrow \mathbb {R} \,} que são limitadas, que designaremos por {\textstyle {\mathcal {B(S,\mathbb {R} }})}. Munido das operações de soma de funções e de produto de um escalar real por uma função, este conjunto torna-se num espaço vetorial real (que é, aliás, subespaço do espaço vetorial das funções reais {\displaystyle {\mathcal {F}}(S,\mathbb {R)} }). Através da relação {\displaystyle \lVert \phi \rVert _{\infty }=\sup\{|\phi (x)|:x\in S\}} definimos uma aplicação {\displaystyle \phi \mapsto \lVert \phi \rVert } de {\displaystyle {\mathcal {B(S,\mathbb {R} }})} em {\displaystyle \mathbb {R} } que constitui uma norma em {\displaystyle {\mathcal {B(S,\mathbb {R} }})} e que é chamada norma do supremo. É conhecido que para esta norma, {\displaystyle {\mathcal {B(S,\mathbb {R} }})} é um espaço de Banach (p.170). 
De notar que se {\displaystyle f_{n}} é uma sucessão de funções em {\displaystyle {\mathcal {B(S,\mathbb {R} }})} que converge uniformemente para {\displaystyle f}, então também  {\displaystyle f\in {\mathcal {B(S,\mathbb {R} }})}. Basta ter em conta que para cada {\displaystyle x\in S} e cada {\displaystyle k\in \mathbb {N} }, {\textstyle |f(x)|\leqslant |f(x)-f_{k}(x)|+|f_{k}(x)|}. Fixando {\displaystyle k} arbitrariamente, resulta então, para qualquer {\displaystyle x\in S} que {\textstyle |f(x)|\leqslant \lVert f-f_{k}\rVert _{\infty }+\lVert f_{k}\rVert _{\infty }}. Logo {\displaystyle f} é limitada em {\displaystyle S}.

## Continuidade
Tomemos agora {\displaystyle S}, não como um simples conjunto mas como um espaço topológico qualquer. 
- Seja {\displaystyle f_{n}:S\rightarrow \mathbb {R} } uma sucessão de funções contínuas em {\displaystyle c\in S} que converge uniformemente para {\displaystyle f} em {\displaystyle S.} Então {\displaystyle f} é contínua em {\displaystyle c}[2] (p 132).
- A convergência uniforme preserva a continuidade, ou seja, o limite uniforme de uma seqüência de funções contínuas é uma função contínua.

Se {\displaystyle S} for um espaço métrico compacto, como por exemplo um intervalo limitado e fechado {\displaystyle [a,b]}, uma relação mais específica entre continuidade e convergência uniforme foi estabelecida por Ulisse Dini no teorema seguinte o qual é apresentado com maior detalhe por E. L. Lima em (p.211).

### Teorema (de Dini)
Se {\displaystyle f_{n}:S\rightarrow \mathbb {R} } uma sucessão de funções contínuas em {\displaystyle S} que em cada ponto de {\displaystyle x\in S} cresce (ou decresce) para {\displaystyle f(x)} e {\displaystyle f} é também contínua em {\displaystyle S}, então {\displaystyle f_{n}} converge unformemente para {\displaystyle f} em {\displaystyle S}.
Para o caso de ser {\displaystyle S=[a,b]}, uma demonstração diferente é apresentada D. G. Figueiredo.

## Diferenciabilidade
Seja {\displaystyle S=I\subset \mathbb {R} } um intervalo da reta real.
- Observe no entanto que a diferenciabilidade não é preservada, podendo uma seqüência de funções deriváveis convergir uniformemente para uma função contínua que não é diferenciável em nenhum ponto. Um exemplo desta patologia (matemática) é a construção da função de Weierstrass. De fato, qualquer função contínua pode ser aproximada uniformemente por funções suaves, veja teorema de Stone-Weierstrass.

- Pode acontecer de uma seqüência de funções suaves convergir uniformemente mas a seqüência das derivadas não convergir em nenhum ponto, eis um exemplo:

{\displaystyle f_{n}(x)={\frac {\sin nx}{\sqrt {n}}}\,}
cujas derivadas são:
{\displaystyle f_{n}'(x)={\sqrt {n}}\cos nx\,}
Que {\displaystyle f_{n}(x)\,} converge uniformemente para zero é fácil ver pois {\displaystyle |f_{n}(x)|<{\frac {1}{\sqrt {n}}}\,}. Podemos provar que não existe um {\displaystyle x\,} tal que {\displaystyle f_{n}'(x)\,} é limitado. Para tal, suponha que exista tal {\displaystyle x\,}, como {\displaystyle {\sqrt {n}}\to \infty \,}, {\displaystyle \cos(nx)\to 0\,} e portanto existe um {\displaystyle N>0\,} com a propriedade:
{\displaystyle n>N\Longleftarrow |\cos(nx)|<{\frac {1}{2}}\,}, mas então:
{\displaystyle |\cos(2nx)|=|2cos^{2}nx-1|=1-2cos^{2}nx>{\frac {1}{2}}\,}, o que contradiz a convergência.
- Pode acontecer de {\displaystyle f_{n}(x)\,} convergir uniformemente e {\displaystyle f_{n}'(x)\,} pontualmente mas o limites das derivadas ser diferente da derivado do limite. Exemplo:

{\displaystyle f_{n}(x)={\frac {x}{1+n^{2}x^{2}}},x\in [-1,1]}
Como {\displaystyle |f_{n}(x)|\leq {\frac {1}{2n}}\,}, {\displaystyle f_{n}\,} converge uniformemente para zero. A derivado do limite é, portanto, zero. Mas o limites das derivadas é:
{\displaystyle \lim _{n\to \infty }f_{n}'(x)=\lim _{n\to \infty }{\frac {1-n^{2}x^{2}}{\left(1+n^{2}x^{2}\right)^{2}}}=\left\{{\begin{array}{lr}1,~~x=0\\0,~~x\neq 0\end{array}}\right.\,}
- Para preservar a diferenciabilidade, precisamos de mais hipóteses sobre a convergência das derivadas, tal como convergência uniforme. Veja espaço de Hölder.

## Convergência uniforme e integrais
Coloquemo-nos agora perante a norma do supremo em {\displaystyle {\mathcal {B([a,b],\mathbb {R} }})}e atentemos previamente nos três exemplos seguintes.

### Exemplo 1
Designemos por {\displaystyle q_{1},q_{2},...,q_{n},...}, a sucessões dos racionais no intervalo {\displaystyle [0,1]} e consideremos a sucessão de funções neste intervalo definida através de:
{\displaystyle f_{n}(x)={\begin{cases}1,&{\text{se }}x\in \{q_{1},...,q_{n}\}\\0,&{\text{se }}x\in [0,1]\setminus \{q_{1},...,q_{n}\}.\end{cases}}}
Trata-se de uma sucessão de funções limitadas, cada uma apenas com um número finito de descontinuidades, logo integráveis à Riemann. Para cada {\displaystyle x\in [0,1]}, a correspondente função limite {\displaystyle f(x)=\lim _{n\to \infty }f_{n}(x)} é a função de Dirichlet
{\displaystyle f(x)={\begin{cases}1,&{\text{se }}x\in \mathbb {Q} \\0,&{\text{se }}x\in [0,1]\setminus \mathbb {Q} ,\end{cases}}}
a qual como é conhecido não é integrável à Riemann.
Por outro lado, {\displaystyle \lVert f_{n}-f\rVert _{\infty }=\sup\{|f_{n}(x)-f(x)|:x\in [a,b]\}=1}, qualquer que seja {\displaystyle n\in \mathbb {N} }. Logo a convergência não é uniforme, mas apenas pontual.

### Exemplo 2
Seja
{\displaystyle f_{n}(x)={\begin{cases}1+x+...+x^{n},&{\text{se }}x\in [0,1[,\\0,&{\text{se }}x=1.\end{cases}}}
Trata-se de uma sucessão de funções limitadas em {\displaystyle [0,1]} ({\displaystyle 0\leq f_{n}(x)\leq n}, para cada {\displaystyle x\in [0,1]}) com apenas uma descontinuidade em {\displaystyle x=1}, consequentemente integráveis. Contudo, a função limite é dada por
{\displaystyle f_{n}(x)={\begin{cases}1/(1-x),&{\text{se }}x\in [0,1[,\\0,&{\text{se }}x=1,\end{cases}}}
a qual nem sequer é limitada, não podendo portanto haver convergência uniforme.

### Exemplo 3
Mas para {\displaystyle f_{n}(x)=x/n}, com {\displaystyle x} em {\displaystyle [0,1]}, temos uma sucessão de funções contínuas, em que a função limite é a função identicamente nula, obviamente integrável, sendo 
{\displaystyle \lim _{n\to \infty }\int _{0}^{1}{\frac {x}{n}}dx=\lim _{n\to \infty }{\frac {1}{2n}}=0.}
Observe-se que neste caso a convergência é uniforme pois
{\displaystyle \lVert f_{n}-f\rVert _{\infty }=\sup\{{\frac {x}{n}}:x\in [0,1]\}={\frac {1}{n}}\rightarrow 0}.
Isto é, apenas neste último exemplo, a função limite é integrável e tem-se a validade da seguinte fórmula
{\displaystyle \int _{a}^{b}(\lim _{n\to \infty }f_{n})(x)\,\mathrm {d} x=\lim _{n\to \infty }\int _{a}^{b}f_{n}(x)\,\mathrm {d} x.}
Precisamente, o que sucede neste exemplo e não sucede nos outros, é que há convergência uniforme da sucessão de funções {\displaystyle f_{n}} para a função limite {\displaystyle f}. Na verdade, é válido o teorema seguinte. 

### Teorema 1 (da Convergência Uniforme)
Seja {\displaystyle f_{n}(x)} uma sucessão de funções integráveis em {\displaystyle [a,b]}, convergindo uniformemente para {\displaystyle f(x)\,}. Isto é, {\displaystyle f_{n}} é uma sucessão em {\displaystyle {\mathcal {B([a,b],\mathbb {R} }})} tal que {\displaystyle \lVert f_{n}-f\rVert _{\infty }\rightarrow 0}. Então {\displaystyle f\,} é integrável em {\displaystyle [a,b]} e:
{\displaystyle \int _{a}^{b}f_{n}(x)\,\mathrm {d} x\to \int _{a}^{b}f(x)\,\mathrm {d} x}.
Este resultado é válido tanto para a integral de Riemann como para a integral de Lebesgue.
No caso do integral de Lebesgue a simples convergência pontual é suficiente para garantir a integrabilidade à Lebesgue.
Para o integral de Rieman temos de mostrar que o conjunto {\displaystyle D}, das descontinuidades de {\displaystyle f}, tem medida de Lebesgue nula.  Observemos que  se {\displaystyle D_{n}} for o conjunto das descontinuidades de {\displaystyle f_{n}}, como a convergência uniforme conserva a continuidade, temos que {\textstyle \bigcap _{n=1}^{\infty }([a,b]\setminus D_{n})\subset [a,b]\setminus D}. Logo  {\textstyle D\subset \bigcup _{n=1}^{\infty }D_{n}}. Tendo o conjunto da direita, por via da integrabilidade à Riemann de cada função {\displaystyle f_{n}}, medida de Lebesgue nula, o mesmo sucede a {\displaystyle D}. Logo {\displaystyle f} é integrável à Riemann.
Por outro lado, a diferença
{\displaystyle |\int _{a}^{b}f_{n}(x)\,\mathrm {d} x-\int _{a}^{b}f(x)\,\mathrm {d} x|\leq \int _{a}^{b}|f_{n}(x)-f(x)|\,\mathrm {d} x\leq \lVert f_{n}-f\rVert _{\infty }(b-a)}
pelo que
{\displaystyle \lim _{n\to \infty }\int _{a}^{b}f_{n}(x)\,\mathrm {d} x=\int _{a}^{b}f(x)\,\mathrm {d} x.}
Este argumento é válido para os dois integrais.